# Peter Gavrilenko
Peter Gavrilenko (Oekraïens: Петро Гавриленко) was een agrariër en revolutionair uit Goeljaj-Pole en een anarchist sinds de Revolutie van 1905.

## Levensloop
Gavrilenko was een van de actiefste militanten binnen het Revolutionair Opstandsleger van Oekraïne. In 1920 bracht hij een jaar door in een bolsjewistische strafkamp in Charkov. Op basis van een militair-politieke overeenkomst tussen Machnovisten en het Rode Leger werd hij vrijgelaten en naar de Krimrepubliek gestuurd om deel te nemen aan de strijd tegen generaal Pjotr Wrangel. Na het verslaan van Wrangel, werd hij gevangengenomen door de bolsjewieken en waarschijnlijk geëxecuteerd in Melitopol.